# One Step Beyond...
One Step Beyond... is het debuutalbum van de Britse ska-/popband Madness. Het verscheen in 1979 en behaalde een #2 notering in de Britse albumlijst waar het 78 weken (anderhalf jaar) genoteerd stond. In Nederland haalde het album in 1980 de twaalfde positie.

## Achtergrond
One Step Beyond, het meest ska-getinte album van Madness, werd in september 1979 opgenomen en kwam een maand later uit toen de band op tournee was met de Specials en de Selecter. Tweede zanger Chas Smash was nog geen vast lid op het moment dat de hoesfoto (geïnspireerd door een sketch van Ronnie Barker en Ronnie Corbett) werd gemaakt, vandaar dat hij alleen achterop staat afgebeeld; de definitieve toetreding kwam pas nadat hij te laat bij een concert verscheen en een heldenontvangst kreeg van het publiek. De hoes werd later geparodieerd door o.a. East 17. Het van Prince Buster afkomstige titelnummer is bij live-concerten altijd de opener en/of afsluiter; ook The Prince, My Girl en Night Boat to Cairo behoren tot het vaste live-repertoire. Ter gelegenheid van het 35-jarig jubileum verscheen in 2014 de luxe editie met niet eerder uitgebrachte nummers.

## Tracklist
1. "One Step Beyond" - 2:18
2. "My Girl" - 2:44
3. "Night Boat to Cairo" - 3:31
4. "Believe Me" - 2:28
5. "Land of Hope and Glory" - 2:57
6. "The Prince" - 3:18
7. "Tarzan's Nuts" - 2:24
8. "In the Middle of the Night" - 3:01
9. "Bed and Breakfast Man" - 2:33
10. "Razor Blade Alley" - 2:42
11. "Swan Lake" - 2:36
12. "Rockin' in A-flat" - 2:29
13. "Mummy's Boy" - 2:23
14. "Madness" - 2:38
15. "Chipmunks Are Go!" - 0:51

## Musici
- Suggs - zang
- Mike Barson - keyboard
- Chris Foreman - gitaar
- Mark Bedford - basgitaar
- Lee Thompson - saxofoon
- Daniel Woodgate - percussie
- Chas Smash - achtergrondzang

Suggs · Mike Barson · Lee Thompson · Chris Foreman · Mark Bedford · Daniel Woodgate · Chas Smash